# Halistemma amphytridis
Halistemma amphytridis är en nässeldjursart som först beskrevs av Charles Alexandre Lesueur och Petit 1807.  Halistemma amphytridis ingår i släktet Halistemma och familjen Agalmatidae. Inga underarter finns listade i Catalogue of Life.